# ساحة الجمباز الأولمبية
ساحة الجمباز الأولمبية (هانغل: 올림픽체조경기장) هي ساحة داخلية تقع داخل الحديقة الأولمبية في سول، كوريا الجنوبية. وتبلغ طاقتها 15،000.